# Clint Bajakian
Clint Bajakian (Bryn Mawr, 1962) is een Amerikaanse componist voor computerspellen.

## Carrière
Bajakian startte op achtjarige leeftijd met muziek maken. Hij speelde in zijn middelbareschooltijd in diverse bands en ging muziek studeren aan het New England Conservatory in Boston. Een vervolgstudie was aan de Universiteit van Michigan, waar hij een Mastergraad behaalde in muziekcompositie.
Bajakian kwam terecht bij computerspelontwikkelaar LucasArts, waar hij aan de muziek voor diverse spellen werkte van 1991 tot 2000. Hij ontving een Special Achievement-prijs van het tijdschrift Computer Gaming Magazine voor zijn muziek in het westernspel Outlaws uit 1997, die hevig werd geïnspireerd door filmcomponist Ennio Morricone.
Nadat hij LucasArts verliet in 2000 startte Bajakian zijn eigen muziekstudio. In 2004 kwam hij terecht bij Sony Computer Entertainment, waar hij de leiding kreeg over de muziekafdeling. In 2013 werd Bajakian vice-president van ontwikkeling en muziek bij Pyramind Studios, die de muziek verzorgde van het Blizzard-spel World of Warcraft: Warlords of Draenor.
Bajakian is lid van de Academy of Interactive Arts & Sciences, een non-profit organisatie voor professionals in de computerspelindustrie. Hij ontving in 2013 een Lifetime Achievement-prijs van de Game Audio Network Guild voor zijn bijdragen aan computerspelmuziek.
In 2014 componeerde Bajakian muziek voor de film Panzehir.

## Discografie
Een selectie van composities en geluidsontwerpen voor computerspellen waar Bajakian geheel of gedeeltelijk aan heeft meegewerkt.
- Monkey Island 2: LeChuck's Revenge (1991)
- Indiana Jones and the Fate of Atlantis (1992)
- Full Throttle (1995, geluid)
- Outlaws (1997)
- The Curse of Monkey Island (1997, geluidsontwerp)
- Grim Fandango (1998, geluidsontwerp)
- Indiana Jones and the Infernal Machine (1999)
- Unreal II: The Awakening (2003)
- 007: Everything or Nothing (2004, geluidsontwerp)
- God of War (2005, supervisie)
- Uncharted: Drake's Fortune (2007, supervisie)
- God of War II (2007, supervisie)
- Uncharted 2: Among Thieves (2009, manager)
- Jak and Daxter: The Lost Frontier (2009, manager)
- Infamous (2009, gitarist)
- Heavy Rain (2010, manager)
- MAG (2010, manager)
- Uncharted: Golden Abyss (2011, supervisie)
- Journey (2012, manager)
- World of Warcraft: Warlords of Draenor (2014)

## Gerelateerd
- Michael Land